# Superserien 1993
Superserien 1993 var Sveriges högsta division i amerikansk fotboll för herrar säsongen 1993. Serien spelades 24 april–19 juni 1993 och vanns av Uppsala 86ers. Alelyckan Sundevils var kvalificerade men drog sig ur. Lagen möttes i enkelmöten. Vinst gav 2 poäng, oavgjort 1 poäng och förlust 0 poäng.
De fyra bäst placerade lagen gick vidare till slutspel. SM-slutspelet spelades 3 juli–30 juli och vanns av Limhamn Griffins.

## Tabell
| Nr | Lag                     | S | V | O | F | GP  | IP  | PS   | P  |
| -- | ----------------------- | - | - | - | - | --- | --- | ---- | -- |
| 1  | Uppsala 86ers (RM)      | 8 | 8 | 0 | 0 | 356 | 135 | +221 | 16 |
| 2  | Danderyd Mean Machines  | 8 | 7 | 0 | 1 | 286 | 116 | +170 | 14 |
| 3  | Limhamn Griffins (RL)   | 8 | 6 | 0 | 2 | 290 | 134 | +156 | 12 |
| 4  | Kristianstad C4 Lions   | 8 | 5 | 0 | 3 | 329 | 142 | +187 | 10 |
| 5  | Örebro Black Knights    | 8 | 4 | 0 | 4 | 162 | 294 | −132 | 8  |
| 6  | Halmstad Eagles         | 8 | 2 | 0 | 6 | 119 | 272 | −153 | 4  |
| 7  | Göteborg Giants         | 8 | 2 | 0 | 6 | 171 | 299 | −128 | 4  |
| 8  | Stockholm City Wildcats | 8 | 1 | 0 | 7 | 146 | 282 | −136 | 2  |
| 9  | Arlanda Jets            | 8 | 1 | 0 | 7 | 105 | 290 | −185 | 2  |

Färgkoder:
|      | – Kvalificerad för mästerskapsslutspel |
| (RL) | – Regerande ligamästare (seriesegrare) |
| (RM) | – Regerande svenska mästare            |

## Matchresultat
| Hemma \ Borta           | AJ    | DMM   | GG    | HE    | KCL   | LG    | SCW   | U8    | ÖBK   |
| Arlanda Jets            | —     | 0–28  | 21–40 | 30–21 | —     | 13–32 | —     | —     | —     |
| Danderyd Mean Machines  | —     | —     | —     | —     | —     | 27–20 | 59–12 | 13–38 | 50–6  |
| Göteborg Giants         | —     | 7–33  | —     | —     | 18–55 | —     | 29–12 | —     | —     |
| Halmstad Eagles         | —     | 10–48 | 21–16 | —     | —     | —     | —     | 5–34  | 22–28 |
| Kristianstad C4 Lions   | 71–0  | 23–28 | —     | 42–0  | —     | 18–35 | —     | —     | —     |
| Limhamn Griffins        | —     | —     | 61–14 | 48–12 | —     | —     | 40–20 | 21–24 | 33–6  |
| Stockholm City Wildcats | 30–12 | —     | —     | 26–28 | 14–34 | —     | —     | —     | —     |
| Uppsala 86ers           | 41–15 | —     | 60–32 | —     | 41–28 | —     | 40–8  | —     | 78–13 |
| Örebro Black Knights    | 27–14 | —     | 36–15 | —     | 6–58  | —     | 40–24 | —     | —     |

## Slutspel

### Semifinaler
|  | 3 juli 1993 | Uppsala 86ers | 65 – 49 | Kristianstad C4 Lions |  |  |
|  |             |               |         |                       |  |  |
|  |             |               |         |                       |  |  |
|  |             |               |         |                       |  |  |

|  | 3 juli 1993 | Danderyd Mean Machines | 26 – 28 | Limhamn Griffins |  |  |
|  |             |                        |         |                  |  |  |
|  |             |                        |         |                  |  |  |
|  |             |                        |         |                  |  |  |

### SM-final
|  | 30 juli 1993 | Uppsala 86ers | 36 – 38 | Limhamn Griffins | Stockholms Stadion |  |
|  |              |               |         |                  |                    |  |
|  |              |               |         |                  |                    |  |
|  |              |               |         |                  |                    |  |